# Nekomimi

Wikipe-tan como una nekomimi.

Un Nekomimi (猫耳 lit. Orejas de gato?) es un personaje normalmente femenino que presenta características de un gato, tales como orejas, cola o algún otro rasgo felino en un cuerpo humano. Los nekomimi son un elemento de ficción, principalmente encontrados en el manga y anime japonés. También es frecuente encontrar este tipo de personajes en géneros como el hentai y yaoi. Su contraparte masculina son denominados catboy o neko-boy, aunque el término abarca a ambos sexos por igual.

## Etimología
La palabra nekomimi deriva de las palabras neko (猫 gato?) y mimi (耳 orejas?). En adaptaciones occidentales suelen llamarse catgirl o neko-girl. En ciertas series de manga y anime, también se ha hecho común la utilización de personajes masculinos con características felinas y se ha normalizado el término de nekomimi como uno unisex. A un personaje masculino que presenta rasgos de gato en un cuerpo humano se le llama catboy o neko-boy, que proviene del inglés cat (gato) y boy (chico). 

## Historia

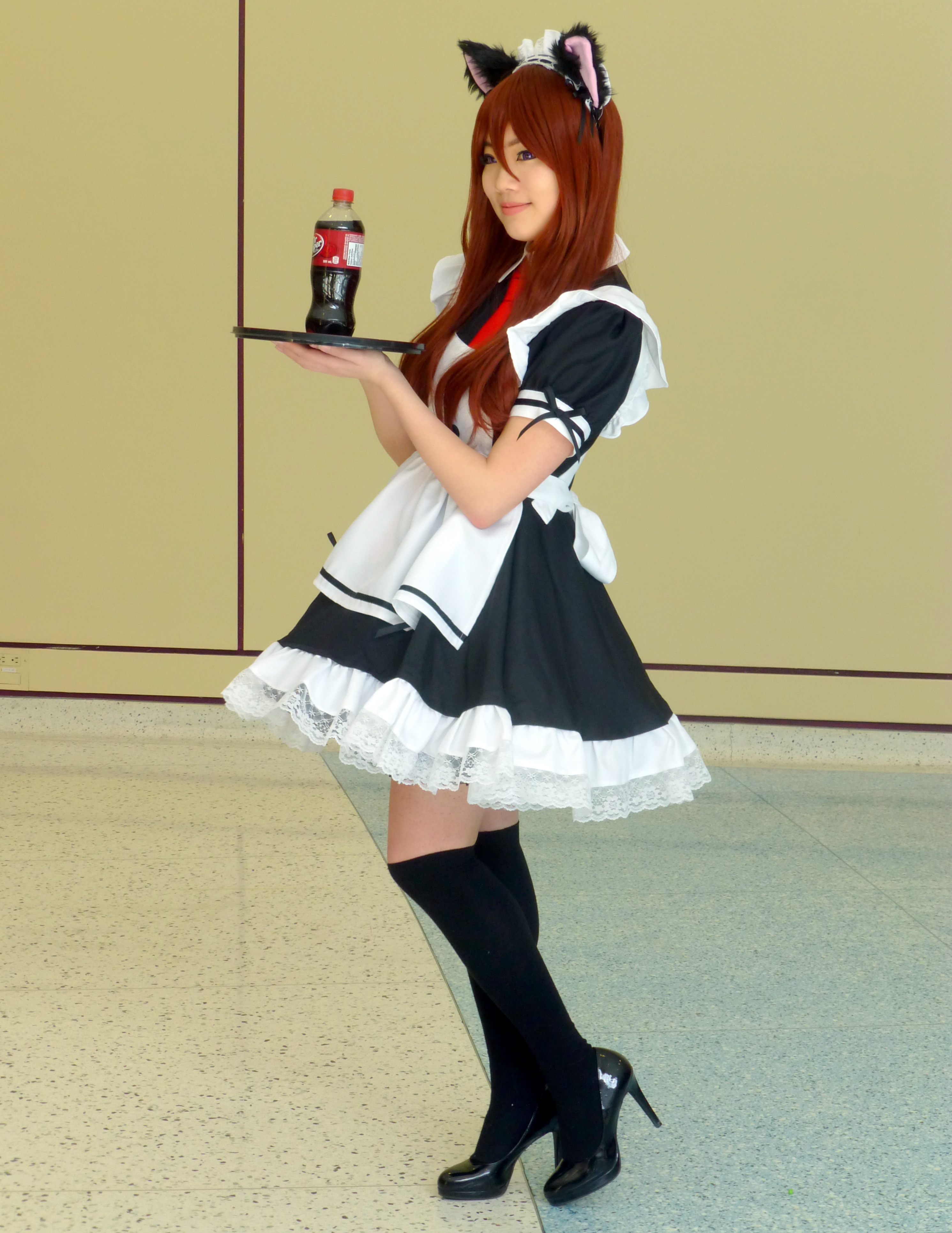
Cosplay de un personaje nekomimi.

El origen de la nekomimi se asocia con diferentes personajes pertenecientes a la mitología egipcia y el folclore de Japón.
Las diosas egipcias Sekhmet (diosa con cabeza de león) y Bastet (diosa con cabeza de gato, que podía adquirir la forma de un gato doméstico), ambas diosas con características felinas.
En el folklore japonés, se menciona la existencia de un gato que poseía habilidades naturales llamado bakeneko (化け猫, gato monstruo), el cual evolucionaba de un gato común al adquirir cierta edad, peso o si su cola se mantenía larga, ésta se bifurcaba y se convertiría en un nekomata (猫又, gato bifurcado). El nekomata en particular, podía caminar en sus patas traseras, poseer el cuerpo de las personas y robaba su identidad o involucrase con los muertos.
Se considera a Catwoman, el personaje ficticio de DC Comics de la franquicia de Batman, como la primera catgirl, aunque únicamente utiliza un disfraz y no posee características naturales de un gato. Catwoman aparece por primera vez en 1940. Osamu Tezuka es considerado como el primer creador de la auténtica catgirl en los 50's, detonando la popularidad de este elemento en el manga japonés. En décadas siguientes aparecieron series de manga que incluían en ellas nekomimi como GeGeGe no Kitarō, Tokyo Mew Mew y Loveless (en este último también se incorporan personajes masculinos nekomimi).

### Características
Los rasgos distintivos de una nekomimi son sus orejas, su cola y, en algunos casos, sus garras. Suele representarse a la catgirl con las características de un gato doméstico: hábil, linda y tierna, lo que convierte al cosplay de una catgirl en algo muy popular entre mujeres. Los accesorios de cosplay de este tipo incluyen bandas, diademas, tiaras o broches de orejas de gato, colas, gargantillas de cascabeles, guantes y calzado en forma de garras. Las catgirls son frecuentemente representadas con la onomatopeya del maullar del gato en japonés nyā (にゃあ) y con diseño tipo bishojo.
Las catgirl es un tipo de kemonomimi muy popular. Los gatos, conejos y zorros suelen relacionarse con el kemonomimi femenino, mientras que el masculino incluye regularmente perros y lobos, como Inuyasha. El kemonomimi masculino y los catboys son frecuentemente encontrados en el yaoi.